# Hala Miziowa

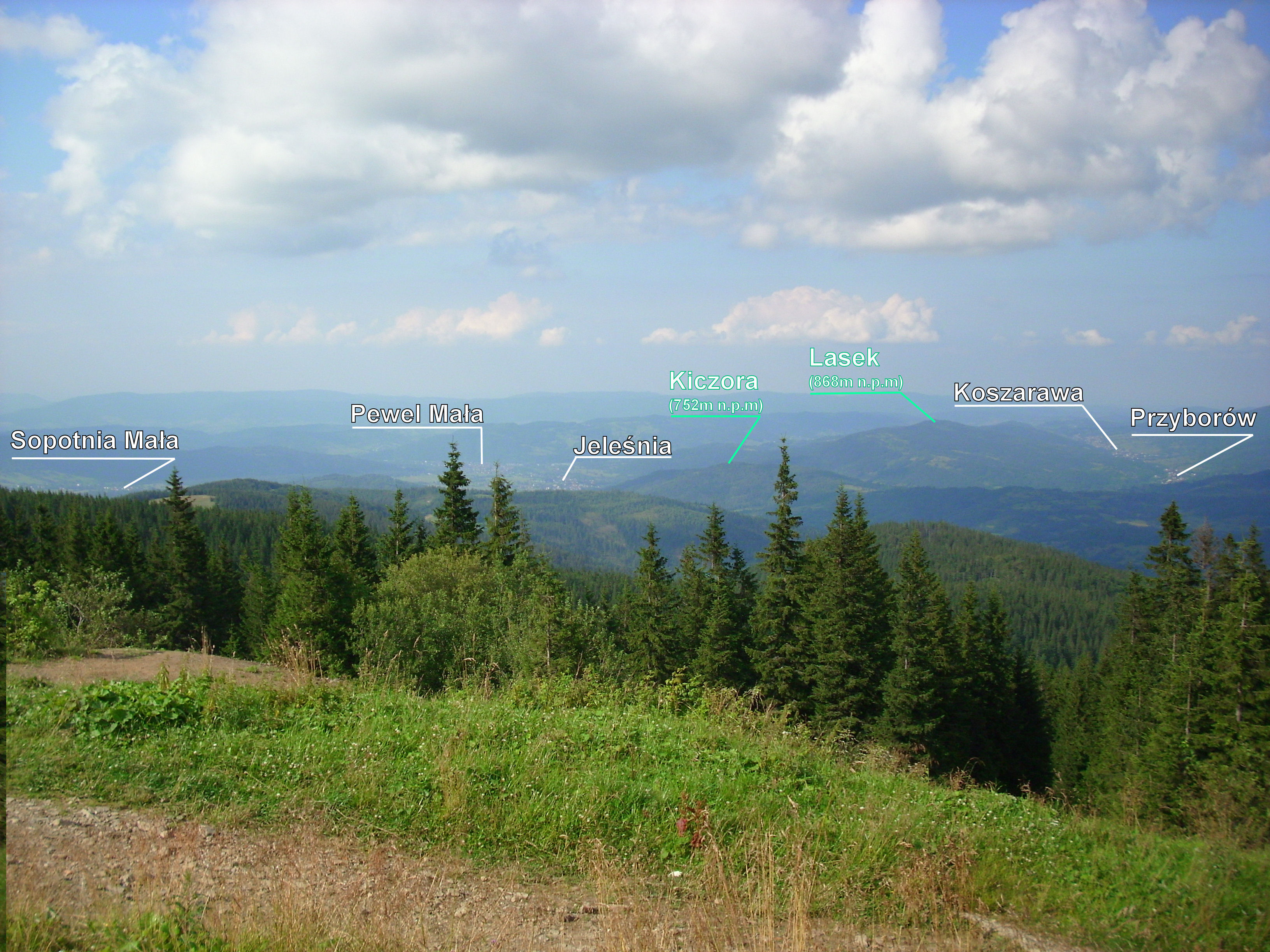
Widok z Hali Miziowej w kierunku pn.-wsch. z podpisami

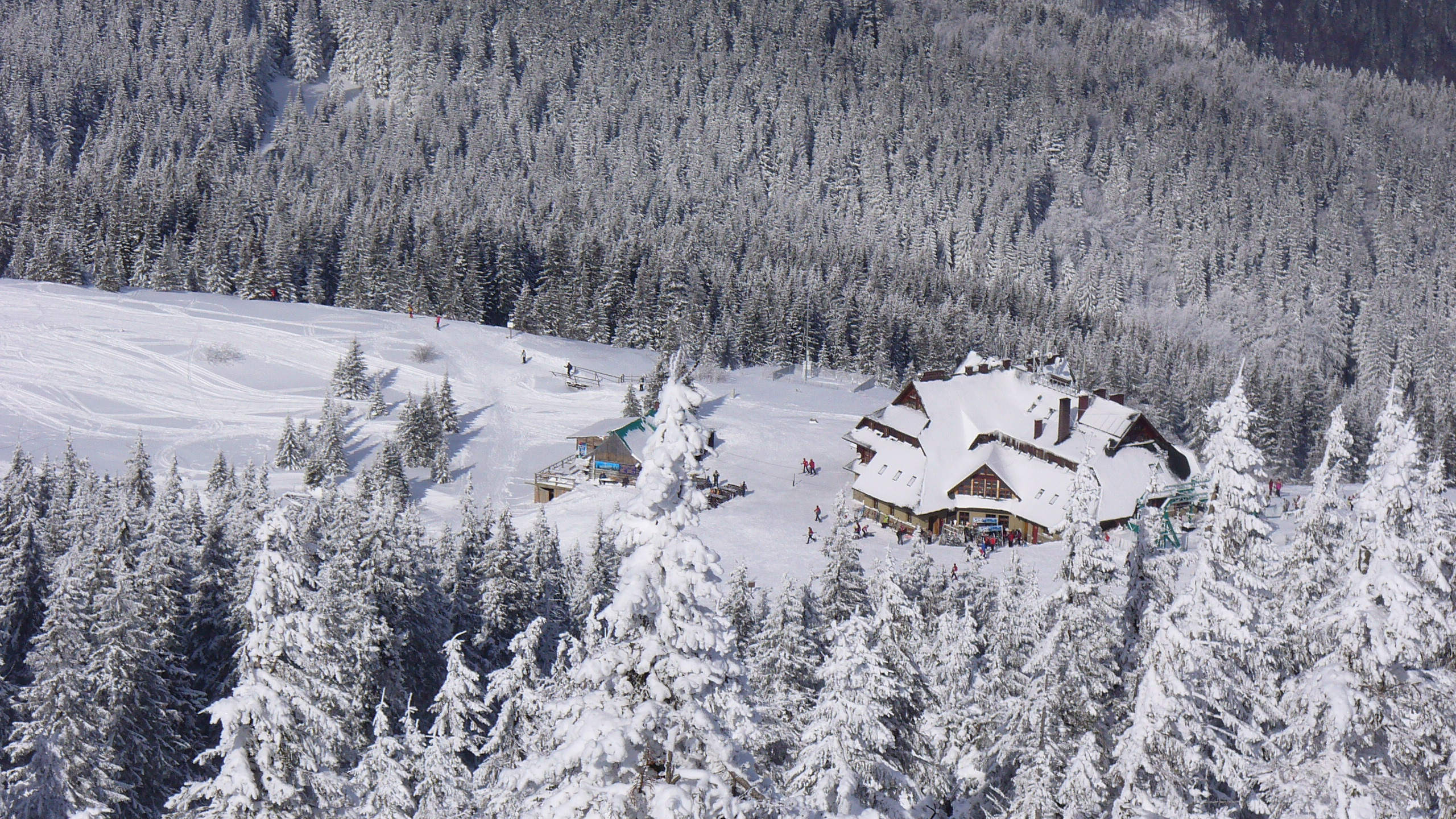
Hala Miziowa w zimie

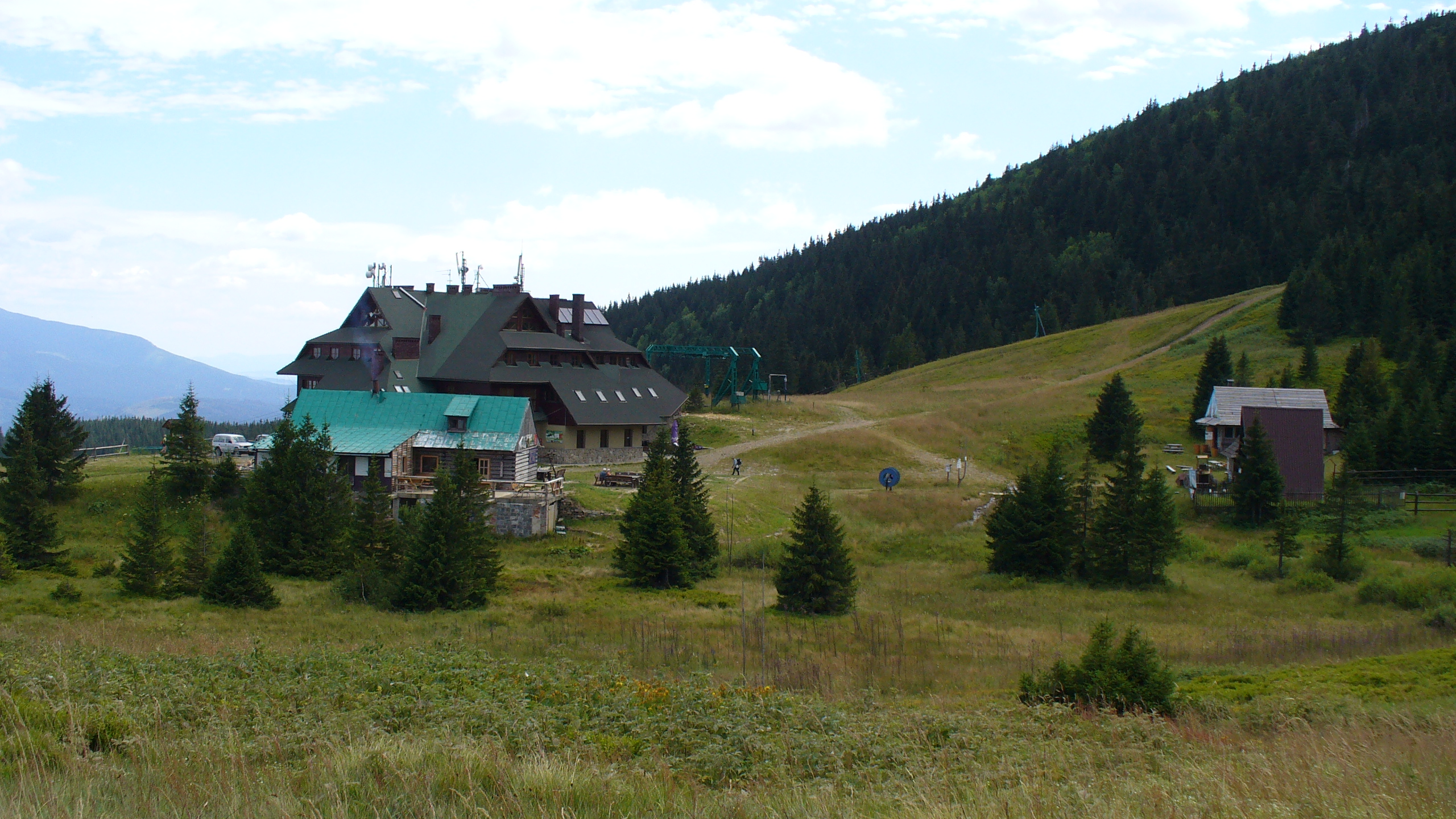
Hala Miziowa w lipcu

Hala Miziowa, Miziowa – rozległa polana na północnym stoku Pilska w Beskidzie Żywiecko-Orawskim, w granicach wsi Korbielów w województwie śląskim, w powiecie żywieckim, w gminie Jeleśnia.

## Opis
Położona jest na wysokości ok. 1230–1310 m n.p.m. Nazwa „hala” związana jest z prowadzoną tu kiedyś intensywnym (szałaśnictwem) i nie ma nic wspólnego z halą rozumianą jako piętro roślinne w górach. W 1930 teren ten należał do 30 właścicieli z Korbielowa. Jednym z nich był Mizia i od jego nazwiska pochodzi nazwa polany.
Do Hali Miziowej przylegają jeszcze dwie inne hale: Hala Cebulowa i Hala pod Kopcem (Hala Słowikowa).
Większa część polany zajmuje rozległe spłaszczenie stokowe, powstałe w przeszłości w wyniku depozycji materiału dużego osuwiska. Powyżej znajduje się rozległa, płytka nisza osuwiskowa. Na obszarze Hali Miziowej znajduje się wał osuwiskowy – miejsce akumulacji materiału skalnego. Dawniej formy te uważano za polodowcowe, obecnie jednak przyjmuje się, że to typowe osuwisko, przemodelowane w plejstocenie przez pola firnowe lub wieloletnie płaty śniegu. Osuwisko to zaburzyło pierwotne stosunki wodne w tej części stoku Pilska, tworząc szeroką, bezodpływową misę. Na skutek tego w obrębie polany powstało duże torfowisko wysokie o długości ok. 100 m i miąższości przekraczającej 3 m oraz dwa mniejsze. Torfowiska te charakteryzują się interesującą roślinnością. W tym zbiorowisku roślinnym (Sphagnetum magellanici) spotkamy sit alpejski, żurawinę błotną, wełniankę pochwowatą i szereg gatunków mchów: torfowiec czerwonawy, torfowiec magellański, torfowiec brunatny, próchniczek błotny i płonnik cienki. Przy wypływach licznych drobnych źródeł wykształciła się specyficzna forma eutroficznej młaki górskiej (Valeriano-Caricetum flave), w której obok turzycy żółtej i pospolitej, wełnianki szerokolistnej i wąskolistnej oraz kilku gatunków mchów występują masowo czosnek syberyjski i niebielistka trwała. Taki typ młaki występuje w masywie Pilska (również na sąsiednich halach Cebulowej i Cudzichowej) na jedynym stanowisku na terenie polskich Karpat. Z rzadkich w Polsce roślin występuje tu także endemityczny tojad mocny morawski.

## Turystyka i narciarstwo
Hala Miziowa jest dużym ośrodkiem ruchu turystycznego i narciarstwa. W 1930 oddano do użytku schronisko Polskiego Towarzystwa Tatrzańskiego na Hali Miziowej, które spłonęło w 1953. Po pożarze w budynkach gospodarczych zorganizowano tymczasowe schronisko Polskiego Towarzystwa Turystyczno-Krajoznawczego, funkcjonujące do 2004. Rok wcześniej, 12 października 2003, oddano do użytku nowy murowany budynek obecnego schroniska. Znajduje się tutaj również budynek dyżurki Beskidzkiej Grupy GOPR i stacja meteorologiczna IMGW. Z Hali prowadzą wyciągi orczykowe na Pilsko, jest ona również węzłem szlaków turystycznych, stąd duży całoroczny ruch turystyczny na jej obszarze.
W pobliżu (0:15 h) przy zielonym szlaku znajduje się baza namiotowa na Hali Górowej.

## Szlaki turystyczne
odcinek Głównego Szlaku Beskidzkiego: przełęcz Glinne – Hala Miziowa – Trzy Kopce – schronisko PTTK na Hali Rysianka
 Sopotnia Wielka – Gawory – Hala Jodłowcowa – Skałka – Hala Miziowa
 Korbielów – Buczynka – Hala Miziowa – Góra Pięciu Kopców
 Hala Miziowa – Góra Pięciu Kopców